# سیارک ۱۰۳۵۴
سیارک ۱۰۳۵۴ (به انگلیسی: 10354 Guillaumebude، نامگذاری:1993BU5) ده هزار و سیصد و پنجاه و چهارمین سیارک کشف شده‌است که در ۲۷ ژانویه ۱۹۹۳ کشف شد.
قدر مطلق سیارک برابر ۱۲٫۹۰ است.